# Corporate owned, personally enabled
Pour les articles homonymes, voir COPE.
COPE (abréviation de l'anglais corporate owned, personally enabled) ou « propriété de l'entreprise avec accès privé » est une approche de gestion de terminaux mobiles en entreprise qui permet de contrôler et d'administrer les terminaux fournis par l'entreprise, en conformité avec la politique informatique tout en autorisant un usage personnel. 
Cette approche implique l'utilisation de logiciels ou de terminaux spécifiques capables de séparer les données personnelles et les données d'entreprise au moyen de deux conteneurs logiciels distincts.
L'approche COPE s'oppose à l'approche BYOD.